# Самсоново (Калужская область)
Самсоново — деревня в Медынском районе Калужской области России. Входит  в сельское поселение «Деревня Михеево».
Расположена на реке Свитенка.

## Этимология
Название происходит от имени Самсон древнееврейского происхождения.

## История
В 1782 году вместе с деревнями Иванищева, Горнева и Агеевка в бесспорном владении Анны Кирилловны Васильчиковой.
По данным на 1859 год Самсоново — владельческая деревня Медынского уезда, расположенная по левую сторону от Калужского почтового тракта при речке Любовке. В ней 24 двора и 318 жителей.
После реформ 1861 года вошла в Богдановскую волость. Население в 1913 году — 334 человека.

## Население
| 2002 | 2010 |
| ---- | ---- |
| 15   | ↘14  |